# Widerstandsmoment
Als Widerstandsmoment {\displaystyle W} wird in der technischen Mechanik eine allein aus der Geometrie (Form und Maße) eines Balkenquerschnitts abgeleitete Größe bezeichnet. Sie ist ein Maß dafür, welchen Widerstand ein Balken bei Belastung der Entstehung innerer Spannungen entgegensetzt. Der Begriff des Widerstandsmomentes geht auf Friedrich Laissle (1829–1907) und Adolf von Schübler (1829–1904) zurück, die 1857 bei einfachsymmetrischen Querschnitten von „Widerstandsvermögen gegen Druck bzw. Zug“ sprachen.
- Bei der Belastung Biegen wird vom axialen oder Biegewiderstandsmoment {\displaystyle W_{\mathrm {ax} }} gesprochen
- beim Verwinden (Torsion) wird vom polaren Widerstandsmoment {\displaystyle W_{p}} oder Torsionswiderstandsmoment {\displaystyle W_{t}} gesprochen.

Das Widerstandsmoment eines Querschnitts steht in einfachem geometrischen Zusammenhang mit dem Flächenträgheitsmoment, mit dessen Hilfe bei der Querschnitts-Bemessung die Verformung eines Balkens bei Belastung berechnet wird (siehe auch Steifigkeit). Widerstandsmoment und Flächenträgheitsmoment sind, in Abhängigkeit von den typischen Abmessungen geometrisch einfacher Flächen und standardisierter Materialprofile (z. B. Stahlprofile), in allgemeinen technischen Handbüchern enthalten, oft in gemeinsamen Tabellen.

## Grundlagen
Bei Kräften senkrecht zu einer Bezugsachse will die Kraft den Körper biegen bzw. – sofern ein Hebel vorhanden – um diese Achse drehen. Wird die Drehung durch Einspannung verhindert, entsteht ein Biege- oder Torsionsmoment. Widerstandmomente werden immer in Bezug auf die jeweilige Momentenachse berechnet.

### Berechnung
Das Widerstandsmoment ist definiert als:
{\displaystyle W={\frac {I}{a_{\mathrm {max} }}}}
mit
- dem Flächenträgheitsmoment {\displaystyle I}
- dem maximalen senkrechten Abstand {\displaystyle a_{\mathrm {max} }} der Randfaser (Querschnittsrand) zur neutralen (spannungsfreien) Faser. In der Randfaser treten die gesuchten maximalen Bauteilbeanspruchungen auf (siehe unten: Anwendung).

Die Einheit des Widerstandsmoments ist {\displaystyle \mathrm {m} ^{3}}.
Für symmetrische Querschnitte sind die Widerstandsmomente in den Randfasern parallel zur Symmetrieachse gleich. Deshalb sind auch die Spannungen in diesen Fasern gleich, wenn die Biegekräfte senkrecht zu dieser Symmetrieachse wirken.

### Anwendung
Bei einer rein elastischen Verformung werden die in den Randfasern auftretenden maximalen Spannungen ermittelt durch:
{\displaystyle \sigma _{\mathrm {max} }={\frac {M_{b}}{W_{\text{ax}}}}=M_{b}\cdot {\frac {a_{\mathrm {max} }}{I_{\text{ax}}}}}
mit
- {\displaystyle \sigma _{\mathrm {max} }}: maximale Normalspannung
- {\displaystyle M_{b}}: Biegemoment um die Bezugsachse
- {\displaystyle I_{\text{ax}}}: axiales Flächenträgheitsmoment.
- {\displaystyle a_{\text{max}}}: maximaler senkrechter Abstand der Randfaser zur neutralen Faser

und durch:
{\displaystyle \tau _{\mathrm {max} }={\frac {M_{t}}{W_{p}}}=M_{t}\cdot {\frac {a_{\mathrm {max} }}{I_{p}}}}
mit
- {\displaystyle \tau _{\mathrm {max} }}: maximale Tangentialspannung (Schubspannung)
- {\displaystyle M_{t}}: Torsionsmoment um die Bezugsachse
- {\displaystyle I_{p}}: polares Flächenträgheitsmoment.
- {\displaystyle a_{\text{max}}}: maximaler senkrechter Abstand der Randfaser zur neutralen Faser

Die so ermittelten maximal auftretenden Spannungen werden mit den vom Werkstoff erträglichen Spannungen (Festigkeit) verglichen, um zu überprüfen, ob der Balken versagt.

## Beispiele
Anmerkung: Für nicht kreisförmige Querschnitte können zwar die polaren Widerstandsmomente berechnet werden. Sie besitzen jedoch wenig praktische Bedeutung, da die Verteilung der Torsionsspannung für derartige Querschnitte anderen Gesetzen unterliegt.
- Rechteck

Für ein Rechteck mit der Breite {\displaystyle b} parallel zur y-Achse und der Höhe {\displaystyle h} ist das Widerstandsmoment bezüglich der Horizontalachse
{\displaystyle W_{y}={\frac {b\cdot h^{2}}{6}}}
Für dasselbe Rechteck ist das Widerstandsmoment bezüglich der Vertikalachse
{\displaystyle W_{z}={\frac {h\cdot b^{2}}{6}}}
- Quadrat

für ein Quadrat mit der Seitenlänge {\displaystyle a=b=h} vereinfacht sich das Widerstandsmoment zu
{\displaystyle W_{y}=W_{z}={\frac {a^{3}}{6}}}
- Kreis

Für einen Kreis mit Durchmesser {\displaystyle D}
{\displaystyle W_{\text{ax}}={\frac {\pi }{32}}D^{3}}
{\displaystyle W_{p}={\frac {\pi }{16}}D^{3}}
- Kreisring

Für einen Kreisring mit Außendurchmesser {\displaystyle D} und Innendurchmesser {\displaystyle d} ist das Widerstandsmoment
{\displaystyle W_{\text{ax}}={\frac {\pi }{32}}\cdot {\frac {(D^{4}-d^{4})}{D}}}
{\displaystyle W_{p}={\frac {\pi }{16}}\cdot {\frac {(D^{4}-d^{4})}{D}}}
- Trapez

Für ein Trapez mit der Basis {\displaystyle B} parallel zur y-Achse und der Höhe {\displaystyle h}
{\displaystyle W_{o}={\frac {h^{2}(B^{2}+4Bb+b^{2})}{12(2B+b)}}=W_{\mathrm {min} }}
{\displaystyle W_{u}={\frac {h^{2}(B^{2}+4Bb+b^{2})}{12(B+2b)}}}
- Hohlprofil (Rechteckrohr)

Für ein Rechteckrohr (Vierkantrohr) mit der Außenbreite/-Höhe {\displaystyle B} und {\displaystyle H}, der Innenbreite {\displaystyle b} und {\displaystyle h}; außerdem muss das Profil symmetrisch sein, d. h. die gegenüberliegenden Wandstärken müssen gleich groß sein
{\displaystyle W_{y}={\frac {BH^{3}-bh^{3}}{6H}}}
{\displaystyle W_{z}={\frac {B^{3}H-b^{3}h}{6B}}}
Für dünnwandige Rechteckprofile mit der gleichmäßigen Wandstärke {\displaystyle t} ist das Torsionswiderstandsmoment {\displaystyle W_{t}}
{\displaystyle W_{t}={\frac {t(H+h)(B+b)}{2}}}
oder
{\displaystyle W_{t}=2t(H-t)(B-t)}
- Walzprofile[2]

Für Profile bestehend aus {\displaystyle n} Rechteckquerschnitten, welche jeweils die Breiten {\displaystyle b_{i}} und die Höhen {\displaystyle h_{i}} mit {\displaystyle h_{i}>b_{i}} besitzen, lässt sich das Torsionswiderstandsmoment angenähert berechnen als
{\displaystyle W_{t}={\frac {\eta }{3b_{\text{max}}}}\cdot \sum _{i=1}^{n}b_{i}^{3}\cdot h_{i}}
| Profil       | n | η       |
| ------------ | - | ------- |
| I-Profil     | 3 | ≈1,3    |
| Winkelprofil | 2 | ≈1,0    |
| T-Profil     | 2 | 1,12    |
| U-Profil     | 3 | 1<η<1,3 |
| Plus-Profil  | 2 | 1,17    |